# Matsumurella praesul
Matsumurella praesul är en insektsart som beskrevs av Géza Horváth 1899. Matsumurella praesul ingår i släktet Matsumurella och familjen dvärgstritar. Inga underarter finns listade i Catalogue of Life.